# Казанка (Айыртауский район)
Казанка (каз. Қазан) — село в Айыртауском районе Северо-Казахстанской области Казахстана. Административный центр Казанского сельского округа. Код КАТО — 593245100.

## Население
В 1999 году население села составляло 1130 человек (592 мужчины и 538 женщин). По данным переписи 2009 года, в селе проживало 744 человека (365 мужчин и 379 женщин).